# Воля (Тернопільський район)
Во́ля — село в Україні, у Микулинецькій селищній громаді Тернопільського району Тернопільської області. Розташоване в центрі  району, на лівому березі річки Серет.
До 1939 року називалося Воля Мазовецька.
Поштове відділення — Микулинецьке. Підпорядковане Микулинецькій селищній раді (до вересня 2015 року).
Від вересня 2015 року ввійшло у склад Микулинецької селищної громади.
Населення — 817 осіб (2001).

## Історія
Поблизу Волі виявлено археологічні пам'ятки трипільської культури.
1 серпня 1934 року в рамках реформи на підставі нового закону про самоуправління (23 березня 1933 року) увійшло до нової сільської гміни Микулинці (гміна) (Тернопільський повіт Тернопільського воєводства).
До 1939 діяли товариства «Просвіта», «Рідна школа».
12 червня 2020 року, відповідно до розпорядження Кабінету Міністрів України № 724-р «Про визначення адміністративних центрів та затвердження територій територіальних громад Тернопільської області» увійшло до складу  Микулинецької селищної громади.
19 липня 2020 року, в результаті адміністративно-територіальної реформи та ліквідації Теребовлянського району, село увійшло до складу Тернопільського району.

## Політика

### Парламентські вибори, 2019
На позачергових парламентських виборах 2019 року у селі функціонувала окрема виборча дільниця № 610882, розташована у приміщенні школи.
Результати
- зареєстрований 571 виборець, явка 53,42%, найбільше голосів віддано за «Слуга народу» — 43,38%, за «Європейську Солідарність» — 15,89%, за «Голос» — 9,93%.[4] В одномандатному окрузі найбільше голосів отримав Ігор Сопель (Слуга народу) — 29,66%, за Миколу Люшняка (самовисування) — 24,48%, за Аллу Стечишин (самовисування) — 20,00%[5].

## Населення

### Мова
Розподіл населення за рідною мовою за даними перепису 2001 року:
| Мова       | Кількість | Відсоток |
| ---------- | --------- | -------- |
| українська | 815       | 99.76%   |
| російська  | 2         | 0.24%    |
| Усього     | 817       | 100%     |

## Релігія
- церква Святого Миколая (1995, ініціатором і фундатором якої став Василь Запорожець, УГКЦ),
- капличка.

## Соціальна сфера
Функціонують загальноосвітня школа І ступеня, бібліотека.

## Галерея

Вид на село зі сходу
Вид на село з півдня
Вид на село з південного заходу
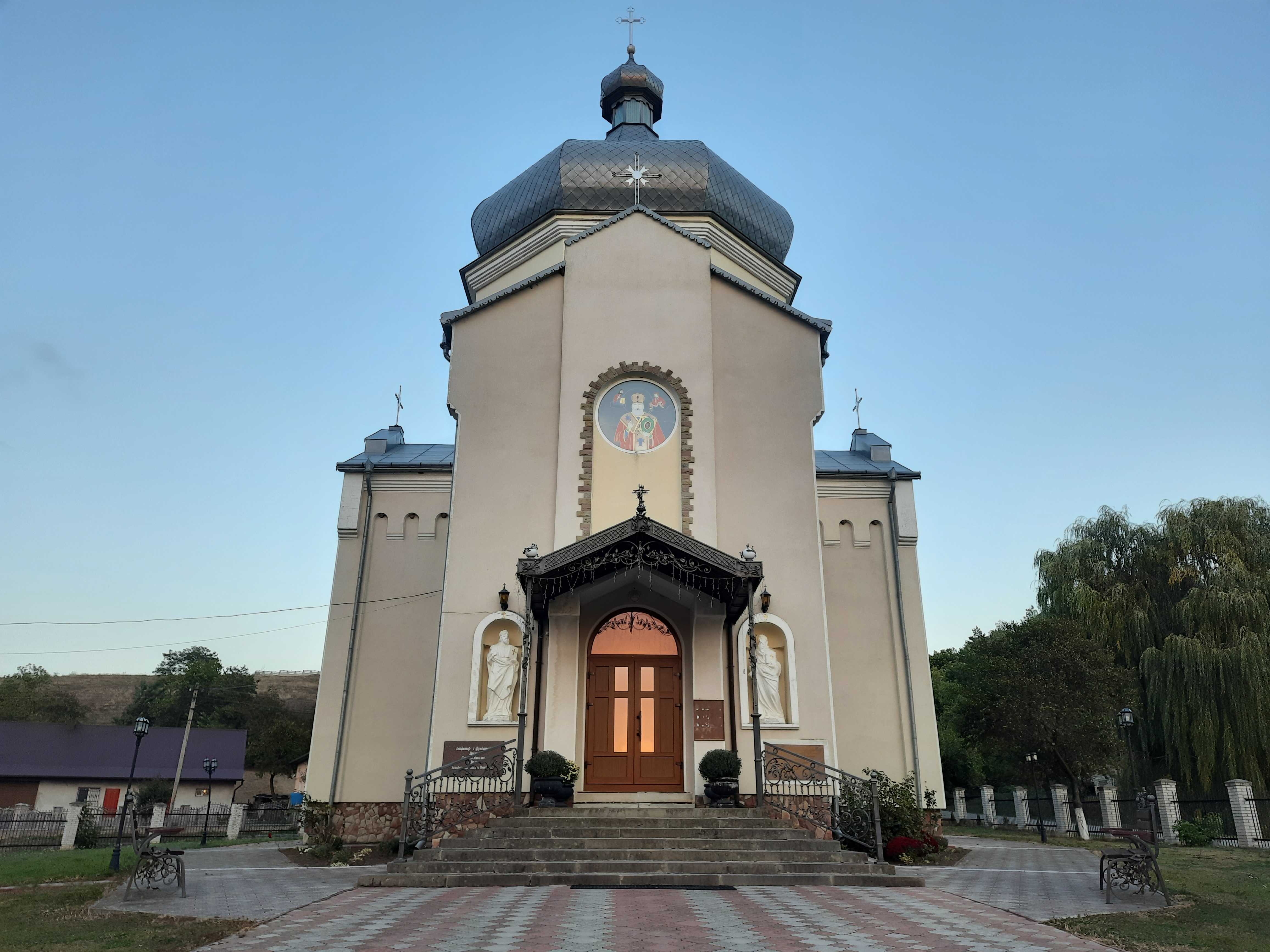
Церква Святого Миколая
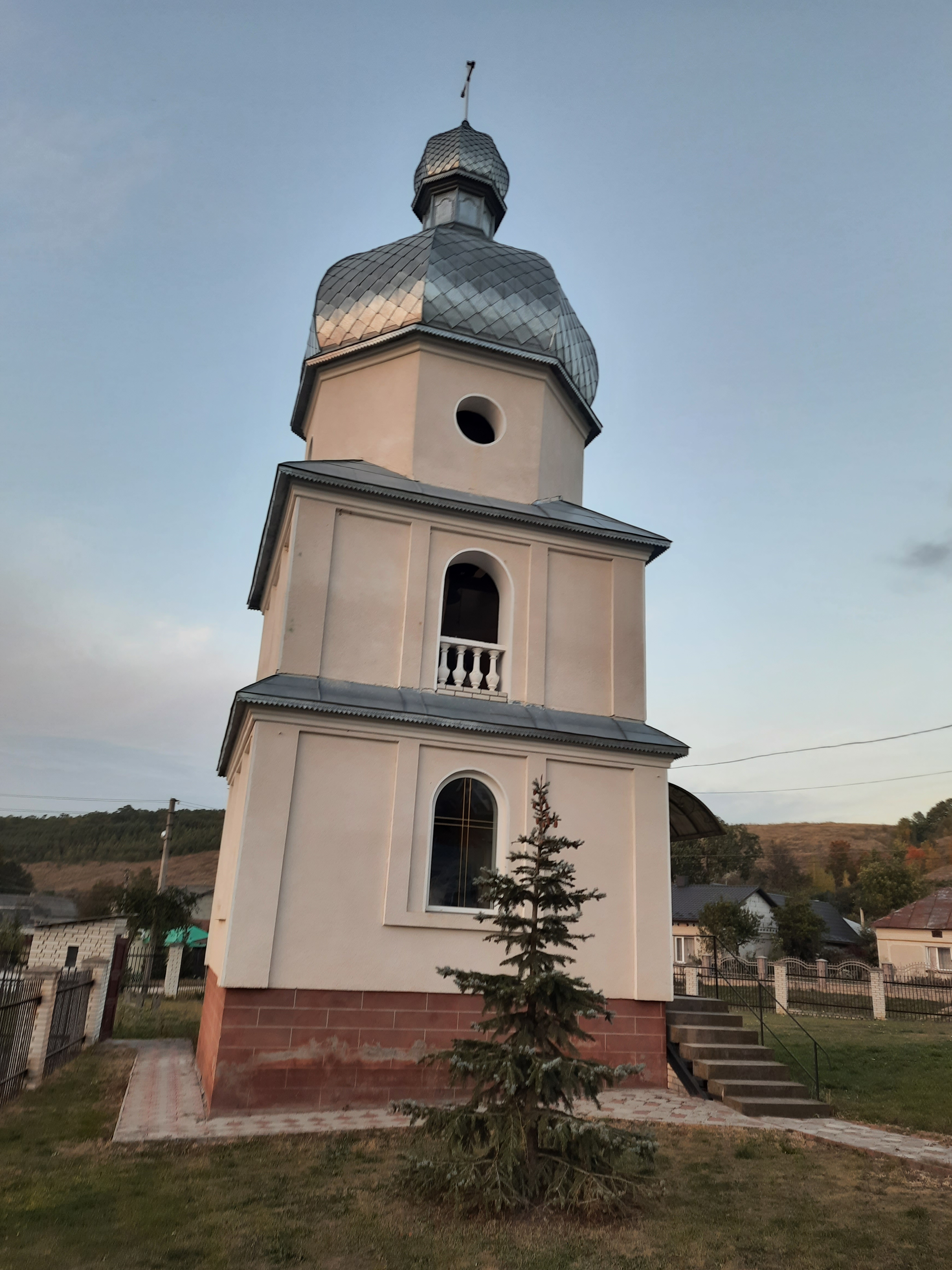
Дзвіниця церкви Святого Миколая
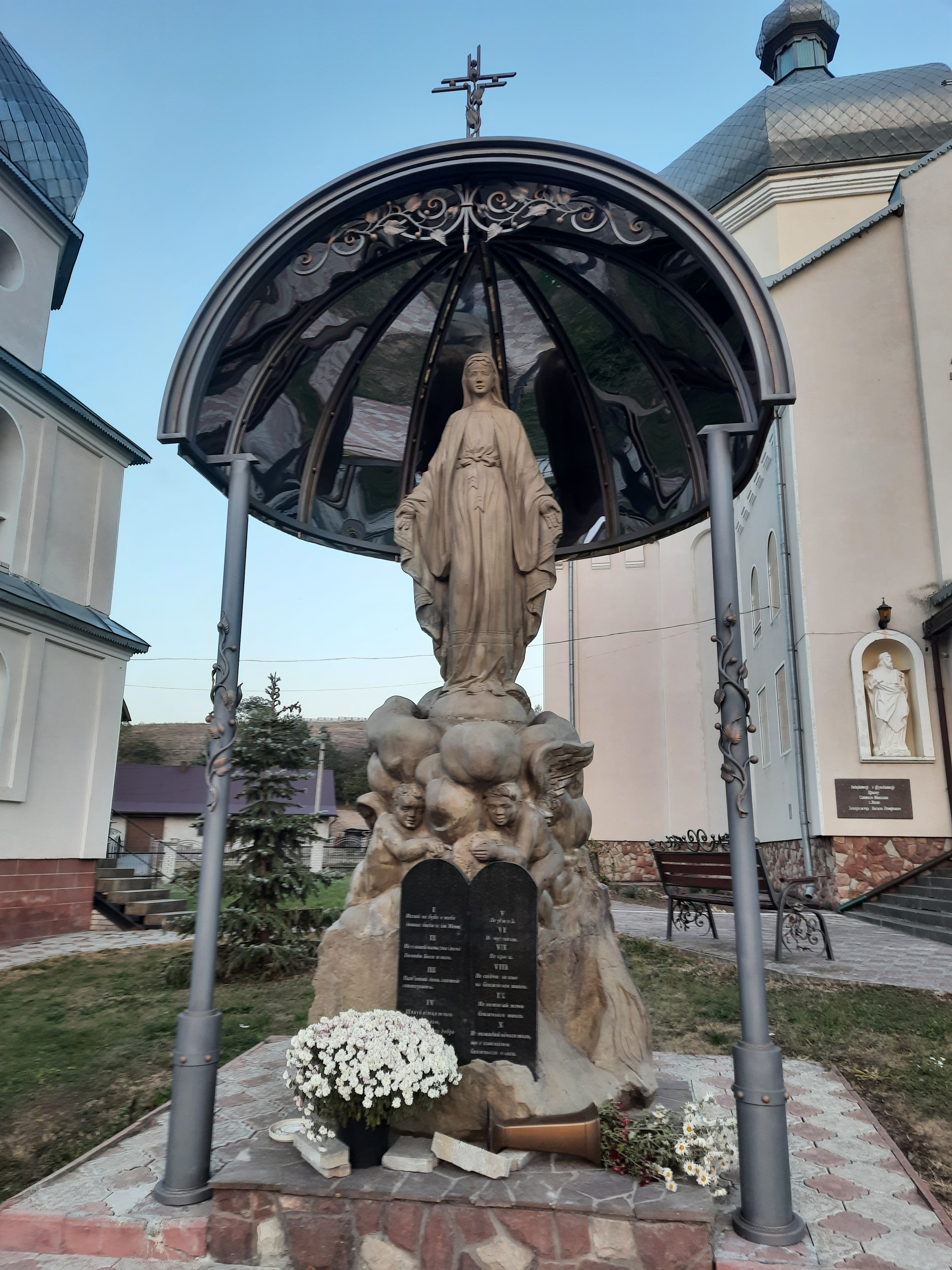
Статуя Божої Матері
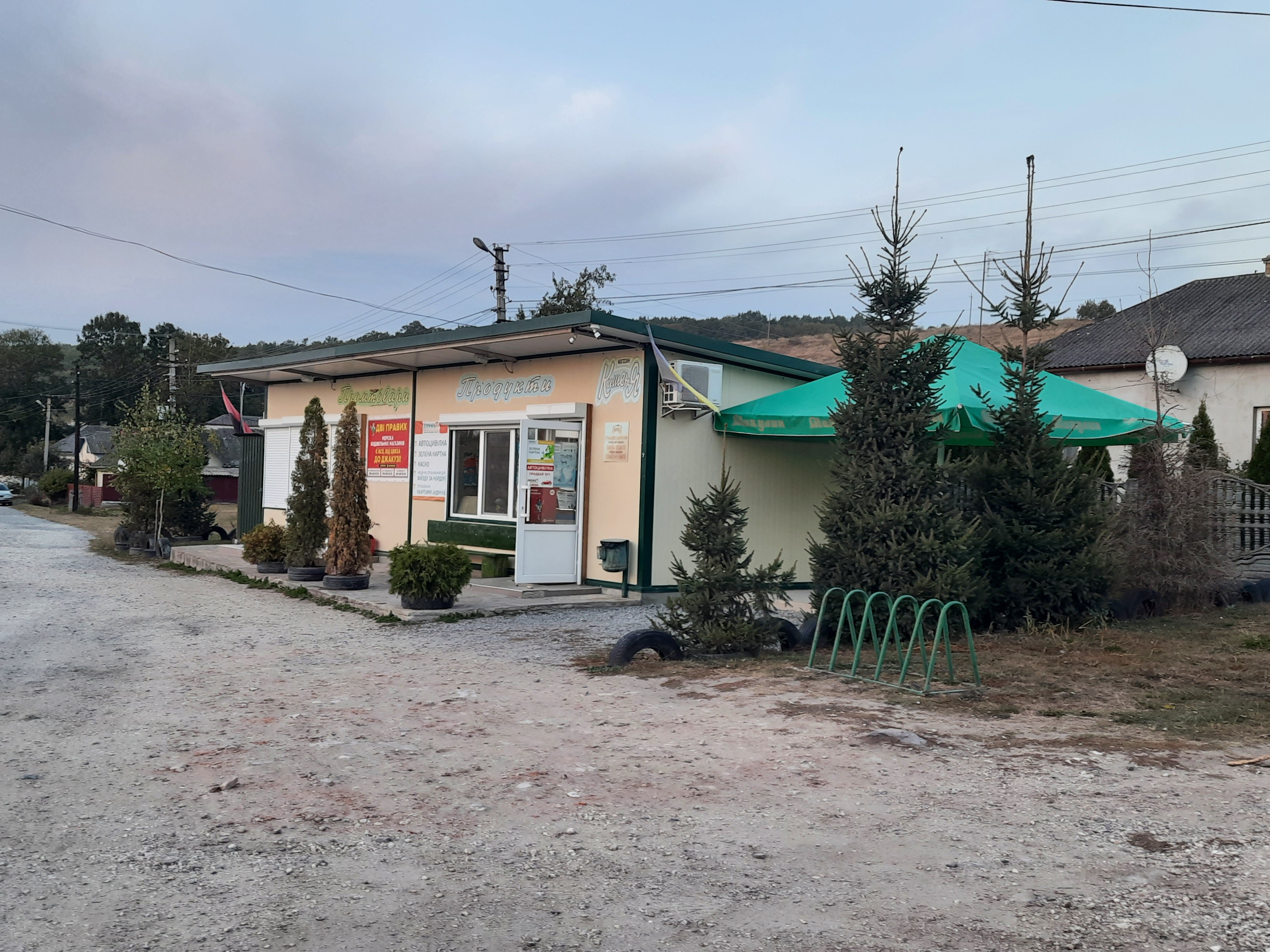
Крамниця
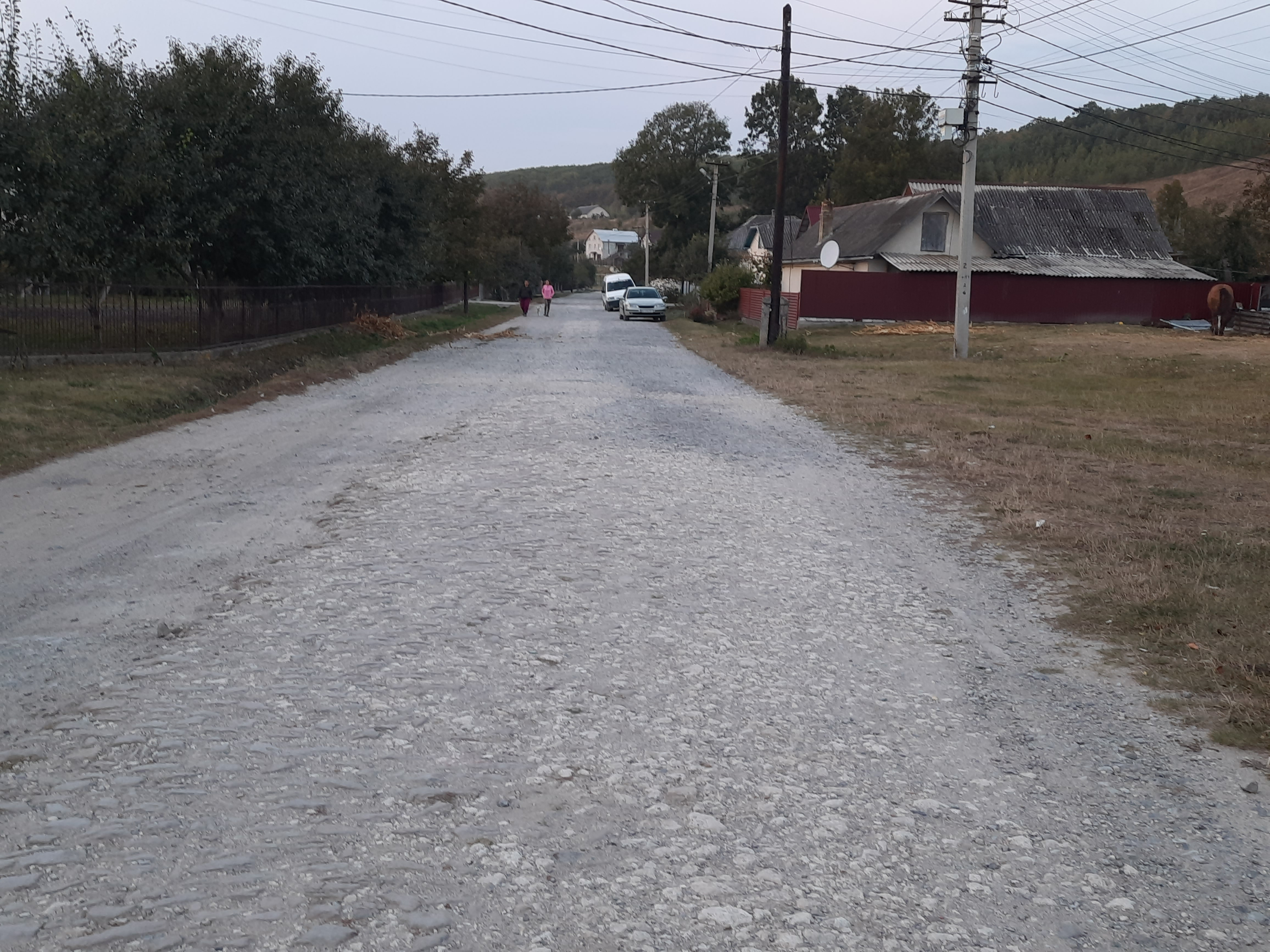
Сільська вулиця

## Джерело
- Барська О., Івахів Г. Воля // Тернопільщина. Історія міст і сіл : у 3 т. — Тернопіль : ТзОВ «Терно-граф», 2014. — T. 3 : М — Ш. — С. 241. — ISBN 978-966-457-246-7.
- Бігус М., Уніят В. Воля // Тернопільський енциклопедичний словник : у 4 т. / редкол.: Г. Яворський та ін. — Тернопіль : Видавничо-поліграфічний комбінат «Збруч», 2004. — Т. 1 : А — Й. — С. 303. — ISBN 966-528-197-6.
- Воля Мазовецька [Текст] // Шляхами Золотого Поділля / Наукове товариство імені Шевченка ; редкол.: Р. Миколаєвич, П. Гайда, М. Кінасевич та ін. — Філядельфія, 1983. — Т. 3 : Тернопільщина і Скалатщина : Регіональний Історично-Мемуарний Збірник. — С. 349.
- Mikulińce z Wolą Mazowiecką // Słownik geograficzny Królestwa Polskiego. — Warszawa : Druk «Wieku», 1885. — Т. VI. — S. 412. (пол.)